# Saint-Étienne-de-Vicq

Sainte-Thérence este o comună în departamentul Allier din centrul Franței. În 1 ianuarie 2022 avea o populație de 527 de locuitori.